# Kanada világörökségi helyszínei
Kanada területéről eddig huszonkét helyszín került fel a világörökségi listára, tíz további helyszín a javaslati listán várakozik a felvételre.  
| | Nahanni Nemzeti Park |
| 1978 |                      |
| Természeti (VII)(VIII) |                      |
| Védett terület: 476 560 ha, hivatkozás: 24 |                      |
| A Kanada északnyugati részén elterülő majdnem megközelíthetetlen nemzeti parkot hegyvonulatok, dombságok, fennsíkok szurdokok és vízesések, tápanyagokban gazdag hőforrások, valamint egy mészkő barlangrendszer jellemzi. A védett terület egy hosszú keskeny sáv a South Nahanni folyó két oldalán. A tájban számos különleges formájú sziklaalakzat található, ezenkívül 1300 méter mélységet is elérő szurdokok. A parkban számos geológiai jelenség figyelhető meg, mint például egy 27 méteres magasságba nyúló lépcsőzetes mésztufa képződmény, vagy a szélerózió miatt kialakult, homokdűneszerű domborzat. A vízesések közül a 90 méteres Virginia-vízesés a leglátványosabb. A hőforrásoknak köszönhetően olyan növényzet él a területen, ami szokatlan lenne ilyen szélességi fokon, páfrányok, vadmenta, rózsabokrok, őszirózsa és számos orchideaféle. A park többi részén a hőforrásoktól távolabb fűfélék, zuzmók, törpecserjék borítják a talajt, táplálékul szolgálva az itt élő növényevő állatoknak, a jávorszarvasoknak és karibuknak. |                      |

| | L’Anse aux Meadows |
| 1978, kisebb módosítás: 2007 |                    |
| Kulturális (VI) |                    |
| Védett terület: 7 991 ha, hivatkozás: 4 |                    |
| A körülbelül ezeréves falu Új-Fundland legészakibb csücskében az amerikai kontinens legősibb ismert európai eredetű települése és egyben az egyetlen hivatalosan is elismert viking régészeti lelőhely. A környék mindig is különböző kultúráknak adott otthont, területen talált legkorábbi emberi tartózkodásra utaló nyomok 5000 évesek. Az előkerült leletek alapján az 1960-as években Helge és Anne Stine Ingstad régészek egy helyi halász George Decker segítségével bebizonyították, hogy a falut skandináv eredetű hajósok alapították a 11. században majd néhány év után elhagyták. Az ásatások során egy kovácsműhelyt, négy kézműves műhelyt tártak fel és számos eszközt találtak. Ezek közül a tűk és pergetők norvég eredetre utalnak. A területen talált salak a kontinens legkorábbi kovácsműhelyének létezését bizonyítja. A fatörmelék és a szegek alapján feltételezhető, hogy a vikingek egyik legfontosabb tevékenysége a hajójavítás volt. A falu szerkezete az izlandi és grönlandi falvakra hasonlít. Eddig nyolc fakeretes tőzegházat lakóházat azonosítottak, ebből hármat helyreállítottak. |                    |

| | Dinoszaurusz Tartományi Park |
| 1979 |                              |
| Természeti (VII)(VIII) |                              |
| Védett terület: 7 825 ha, hivatkozás: 71 |                              |
| A Kanada déli részén fekvő Dinoszaurusz Tartományi Parkban található a világ egyik eddig ismert legfontosabb dinoszauruszmaradvány lelőhelye. A kopár, erózió koptatta gyér növényzetű terület jelenleg Kanada legnagyobb összefüggő terméketlen vidéke. Az akkor mocsaras területen sokféle állat élt, és a feltételek adottak voltak ahhoz, hogy maradványaik kövületként fennmaradjanak. Később a szél és más időjárási jelenségek lekoptatták a felső kőzetrétegeket, így napvilágra került a krétakori agyagpala és homokkő, bennük a maradványokkal. A parkban harminckilenc új fajt fedeztek fel, 1979 és 1991 között összesen 23 347 fosszíliát gyűjtöttek össze, köztük háromszáz dinoszaurusz csontvázát. A számos kövület között teknősöket, halakat, emlősöket és kétéltűeket is azonosítottak. A legszebb darabokat a park múzeumában állították ki. Napjainkban az enyhe téli mikroklímának köszönhetően a parkban számos patás állat él. A sivatagos éghajlat ellenére a folyópartokra a sűrű növényzet jellemző, ami százhatvanöt madárfajnak biztosít élőhelyet, köztük kanadai ludak és esti fecskék számára is. |                              |

| | Kluane Nemzeti Park / Wrangell-Saint Elias Nemzeti Park / Glacier Bay Nemzeti Park / Tatshenshini-Alsek Tartományi Park |
| Az Amerikai Egyesült Államok és Kanada közös világörökségi helyszíne | |
| 1979, kiterjesztések: 1992, 1994 | |
| Természeti (VII)(VIII)(IX)(X) | |
| Védett terület: 9 839 121 ha, hivatkozás: 72 | |
| Ez a világörökségi helyszín volt az első olyan a listán, amelynek területén több ország osztozott. A védett terület több parkból a Klnane (Yukon Territory), a Tatshenshini- Alsek (British Columbia) Wrangell-St. Elias (Alaszka) és a Galcier Bay (Alaszka) parkokból jött létre. A nemzeti parkban található a százharminc kilométer hosszú Bagley jégmező, Észak-Amerika legnagyobb hegylábgleccsere, valamint jégmezők, vízesések, folyók, nagy kiterjedésű tundrák és erdőségek. A hideg időjárás ellenére növényzete változatos, főleg nyírfákból, bogyós bokrokból, lombhullató és örökzöld fafajtákból, hegyi rétekre jellemző fűfélékből, zuzmókból és bokrokból áll. A park a tengerszint feletti magasságtól függően három fő ökológiai területre oszlik, ezek a tengerparti terület, az északi tűlevelűek által ural terület, valamint a hegyi tundra. A terület grizzly- és barnamedvéknek, rénszarvasoknak, alaszkai vadjuhoknak, valamint heavasi kecskéknek ad otthont. A folyókban és a tavakban számos édesvízi halfaj él, köztük az alaszkai csendes-óceáni lazac mind az öt fajtája. | |

| | Anthony-sziget |
| 1981 |                |
| Kulturális (III) |                |
| Hivatkozás: 157 |                |
| A Brit Columbia tartományban található Antony-sziget (haida nyelven SGAng Gwaii-sziget) a Gwaii Haanas Nemzeti Park része. A terület már évezredek óta lakott volt, a falu az 1880-as években néptelenedett el. A haidák a 18. század végén kerültek kapcsolatba az európaiakkal, és az idegenek által behurcolt betegségek megtizedelték a törzset. Napjainkban a becslések szerint mintegy kétezer, magát haidának valló ember él. A szigeten álló Ninstints falu 32 totemoszlopa és cédrusfából ácsolt hosszúházai a haida nép ősi kultúrájáról tanúskodnak. Az egykor élénk színekkel díszített totemoszlopok a hétköznapi életből vett jeleneteket, mesebeli állatokat és mitikus alakokat ábrázoltak. Tetejükre a klán jelvénye került, az oldalukba fúrt lyukakba pedig az elhunytak hamvai. A nemzeti park környéki vizekben kardszárnyú delfinek, hosszúszárnyú bálnák, delfinek, oroszlánfókák fordulnak elő, és tavaszi vándorlása során a nyarat a Bering-tengerben töltő szürke bálnák is útba ejtik. |                |

| | Betört Fej bölényugrató |
| 1981 |                         |
| Kulturális (VI) |                         |
| Védett terület: 4 000 ha, hivatkozás: 158 |                         |
| A Betört Fej bölényugrató vagy más néven a Lezuhanó Bölények Szakadéka egy homokkő fal, ahova egész bölénycsordákat hajtottak fel. A régészeti kutatások alapján valószínűsíthető, hogy már i. e. 3600-ban ejtettek el itt állatokat, és egészen i. sz. 1850-ig vadásztak a szakadékban. A bölények könnyebb tereléséhez hosszú kőfalakat építettek. Az állatok nem tudtak időben reagálni a veszélyre, így lezuhantak a szirtről. Ez a vadászati módszert egészen a puskák megjelenéséig hétköznapinak számított. Ilyen „bölényugratók” Észak-Amerika más részein is léteztek, de ez volt az egyik legfontosabb vadászterület, ahol meg tudták állapítani, hogy mikortól használták. Az ásatások során kijelölt csapások nyomait, egy temetkezési halmot és rengeteg bölénycsontvázat tártak fel. Az elpusztult bölényeket a táborban dolgozták fel, azt a húst amit nem azonnal fogyasztottak el megszárították. Az állatok bőréből sátrakat és ruhát készítettek, a csontokból fegyvereket és hétköznapi használati tárgyakat. |                         |

| | Wood Buffalo Nemzeti Park |
| 1983 |                           |
| Természeti (VII)(IX)(X) |                           |
| Védett terület: 4 480 000 ha, hivatkozás: 256 |                           |
| Kanada legnagyobb természetvédelmi területét, a Wood Buffalo Nemzeti Parkot a világ legnagyobb szabadon vándorló észak-amerikai bölénypopulációjának megóvására hozták létre 1922-ben. A jelenlegi bölénypopuláció körülbelül hatezer egyedből áll. A park négy jellegzetes élőhelytípusra oszlik, egy glaciális erózió által létrehozott fennsíkra, egy eljegesedett alföldre, egy édesvízi deltavidékre és egy folyóhordalék borította alföldre, amelynek része egy egyedülálló sós vizű árapály-láp. A tajga éghajlati övben fekvő vidék növényzetét nagyrészt tűlevelű erdők alkotják. A területen 47 emlősfaj él, köztük a rénszarvas, a jávorszarvas, a fekete medve, a szürke farkas, a pézsmapocok, ezen kívül hódok, rókák, hiúzok, hermelinek és mókusok. A folyódeltában eddig 227 madárfajt azonosítottak, a térségben több mint egymillió vadlúd, vadkacsa és hattyú él és veszélyeztetett madárfajok is mint a hóbagoly valamint lármás daru amelynek itt található az egyetlen fészkelőhelye. |                           |

| | A kanadai Sziklás-hegység nemzeti és tartományi parkjai |
| 1984, kiterjesztés: 1990 |                                                         |
| Természeti (VII)(VIII) |                                                         |
| Védett terület: 2 299 104 ha, hivatkozás: 304 |                                                         |
| A világörökségi helyszínhez 7 védett terület tartozik, ezek a Banff, a Jasper, a Yoho a Kootenay nemzeti, valamint a Mount Robson, a Mount Assiniboine és a Hamber tartományi park. A nemzeti parkok közül legnagyobb kiterjedésű a Jasper Nemzeti Park. A Banff Nemzeti Park a Mount Victoria gleccserről híres. A nyugat felé húzódó Kootenay és Yoho parkok jellegzetességei a Yoho folyó látványos vízesései. A Mount Robson és a Mount Assiniboine tartományi parkok két majdnem 4000 méteres hegycsúcsról kapták a nevüket. A Sziklás-hegységben három ökozónát különítenek el, a montánt a szubalpesit és az alpesit. A montán alacsonyabb, napsütötte területen jelenik meg, egyes részei lápos és vizenyős területek. A szubalpesi zónához (a legnagyobb kiterjedésű övezethez) tartozik az 1800 és a 2100 méter közötti hegyoldal és a magasan elterülő völgyek alja. Az alpesi ökozóna a hóhatár fölötti terület. A gazdag növényzet mellett a térség állatvilága is változatos. Eddig 280 madárfajt és számos hüllőt azonosítottak a térségben. Az 56 itt élő emlősfaj között megtalálható a grizzly, a jávorszarvas, a havasi kecske, a kanadai hiúz, a farkas, a kanadai vadjuh, a karibu és a fehérfarkú szarvas. |                                                         |

| | Québec történelmi negyede |
| 1985 |                           |
| Kulturális (IV)(VI) |                           |
| Védett terület: 135 ha, hivatkozás: 300 |                           |
| Qébec erődített városát az azonos nevű tartomány fővárosát és egyben Új-Franciaország fővárosát 1608-ban alapították a Szent Lőrinc-folyó mellett. Lakóinak több mint 90 százaléka francia anyanyelvű. A település gyorsan fejlődött és hamarosan a francia anyaországgal folytatott kereskedelem központja lett. Városszerkezete hamar kialakult, és zónákra (lakóterület, erődítmény, kikötő) tagolódott. A felsővárosban volt az üzleti és a tengerészeti kerület az alsóvárosban a kormányzati és a vallási negyed. A legrégebbi épületek az alsóvárosban találhatók a királyi palota környékén és a Rue Notre Dame mellett, ahol a helyreállított épületek a városalapítás korából származnak. A felsőváros legfontosabb műemlékei a 17. századi kolostorok és papneveldék megmaradt részei. A városban körülbelül 700 épületet lehet a 17. és a 19. század közé datálni. A francia és indián háborúk alatt a települést többször is elfoglalták, végül brit fennhatóság alá került. Ezután az amerikai támadások ellen megerősítették. Később a már nem hasznosított védműveket nem rombolták le, hanem megóvták, ezért Qébec a legjobb állapotban fennmaradt erődített gyarmati város Észak-Amerikában. |                           |

| | Gros Morne Nemzeti Park |
| 1987 |                         |
| Természeti (VII)(VIII) |                         |
| Védett terület: 180 500 ha, hivatkozás: 419 |                         |
| Az Új-Fundland nyugati partján fekvő Gros Morne Nemzeti Park nevét a 806 méter magas Gros Morne-hegyfokról kapta. Ez a második legnagyobb nemzeti park Kanada atlanti-óceáni részén. A terület jellegzetes állatai közé tartozik a róka, a karibu, a jávorszarvas és a sarki nyúl, a tengeri állatok közül gömbölyűfejű-delfineket csukabálnákat, közönséges barázdásbálnákat és borjúfókákat figyeltek meg. A szubarktikus éghajlatnak köszönhetően itt található a világ legészakibb tundra növényzete. A park fjordjai az utolsó jégkorszak idején alakultak ki, fjord-tavát helyenként 600 méter magas kőfalak zárják körbe. A hegyeket felépítő lemezmozgások nyomai lehetőséget adnak geológiai kutatásokra, az üledékes kőzetekben a földtörténet korai szakaszából származó kövületek találhatók. A régészeti feltárások során kiderült, hogy a terület már i. e. 2500 körül lakott volt, a Dorset-eszkimók telepedtek meg itt, majd őket i. sz. 800 körül indiánok követték, akik a feltételezések szerint a vikingekkel is kapcsolatban állhattak. |                         |

| | Lunenburg óvárosa |
| 1995 |                   |
| Kulturális (IV)(V) |                   |
| Védett terület: 33,85 ha, puffer zóna: 32,44 ha, hivatkozás: 741 |                   |
| Lunenburg egyike a brit uralom alatt Észak-Amerikában épült gyarmati településeknek. A város főleg német anyanyelvű telepesek alapították 1753-ban, és Lüneburg német városról nevezték el. Egy „mintavárost” próbáltak kialakítani, geometriailag szabályos utcákat, háztömböket hoztak létre, és igyekeztek a köztereket valamint erődítményeket is észszerűen elhelyezni. Ez összhangban volt a brit szabályozással, ami egyenes utakat és négyszögletű tereket írt elő. Minden lakos egy telekrészt kapott a városban és egy nagyobb kertparcellát a település határán kívül. Az épületek hasonló stílusban, többnyire fából készültek, az építőanyagok könnyű volt beszerezni az erdővel borított félszigeten. Lunenburg környezete és szerkezete keveset változott alapítása óta, az óváros körülbelül négyszáz műemlék épületének 70 százaléka a 18-19. századból való. A település lakosai ma is többnyire fával építkeznek a történelmi épületek felújításakor hagyományos technikákat alkalmaznak. |                   |

| | Waterton-Glacier Nemzetközi Békepark |
| Az Amerikai Egyesült Államok és Kanada közös világörökségi helyszíne |                                      |
| 1995 |                                      |
| Természeti (VII)(IX) |                                      |
| Védett terület: 457 614 ha, hivatkozás: 354 |                                      |
| A park jellegzetessége a prérik és hegységek szinte átmenet nélküli váltakozása. Az uralkodó földformák glaciális eredetűek, a völgyeket és sziklamedencéket jeges erózió formálta. Öt nagy ökoszisztémája az alpesi tundra, a szubalpesi erdőségek, montán erdőségek, nyárfaligetek és a csenkesz borította területek. A leggyakoribb növénytakaró a szubalpesi erdő. A park növény- és állatvilága változatos, több mint 1200 növény-, 60 emlős-, 240 madár-, és 20 halfajt jegyeztek fel. A húsevők közül a szürkefarkas, a prérifarkas, a puma, az amerikai fekete medve, és a grizzly él itt, a rácsálók közül a hód és a pézsmapocok. Jelentős a vándormadár populáció is, a térség lápvidékeit főleg felvonulási területként használják. Több mint 200 régészeti lelőhelyet tártak fel, ebből kiderült, hogy a hely már 8000 évvel ezelőtt is lakott volt. A 19. században aranyásók kalandorok és telepesek az őslakos indiánokat rezervátumokba kényszerítették. |                                      |

| | Miguasha Nemzeti Park |
| 1999 |                       |
| Természeti (VIII) |                       |
| Védett terület: 87,3 ha, puffer zóna: 775 ha, hivatkozás: 686 |                       |
| A Québec tartományban a Gaspé-félsziget déli található őslényleleteiről híres park a világ legjelentősebb devon kori kövületeinek lelőhelye. Egyedülálló módon illusztrálja a „halak korának” élővilágát és a leletek kivételesen jó állapota miatt is jelentős lelőhely. Miguashát és az Escuminac sziklaalakzatot 1985-ben nyilvánították védett területnek, azóta több mint 5000 kövületet azonosítottak a helyszínen. Egyes esetekben a lágy testrészek – kopoltyúk, emésztőszervek, a csontváz porcos részei – is felismerhetőek. A kövületek között vannak gerinces és gerinctelen állatok, ezen kívül növények és spórák maradványai is. Legismertebb leletei az izmosúszójú halak egyik kihalt fajának maradványai. A körülbelül 370 millió évvel ezelőtt élt állatnak már kezdetleges tüdeje is volt. Ennek és erőteljes csontvázának köszönhetően valószínűleg rövid időszakokra már a szárazföldre is kimerészkedett. A lelőhelyen a felső-devon kor halosztályai közül ötnek találták meg a maradványait. |                       |

| | Rideau-csatorna |
| 2007 |                 |
| Kulturális ()()() |                 |
| Védett terület: ha, puffer zóna: ha, hivatkozás: 1221 |                 |
| Az Ottawát Kingstone városával összekötő Rideau-csatorna a Rideau és a Cataragni folyók összesen 202 kilométeres szakaszából és több tóból áll. Ez az egyedüli 19. századi mesterséges vízi út, ami jelenleg is használatban van. A britek az 1812-es háború után építették alternatív útvonalként az amerikai blokáddal fenyegetett Szent Lőrinc-folyó mellett. A munkálatok csak négy évig tartottak, ennek az az oka, hogy ásás helyett felduzzasztották a folyó vizét, majd a duzzasztott szakaszokat ötven zsilippel kapcsolták össze. Védelmére kisebb erődöket építettek, és megerősítették a zsilipőrök házait is. Végül katonai célokra sosem használták, és az 1800-as évek közepére teljesen el is vesztette stratégiai jelentőségét. Kereskedelmi és szabadidős célokra használták, és a gyakorlatilag érintetlen belső területek felé vezető egyik fő szállítási útvonala lett. A 19. században épített csatornarendszerek közül ez az egyetlen ami végig hajózható maradt, épületeinek többsége is eredeti állapotában maradt fenn. |                 |

| | Joggins-szirtek |
| 2008 |                 |
| Természeti (VIII) |                 |
| Védett terület: 689 ha, puffer zóna: 29,4 ha, hivatkozás: 1285 |                 |
| A Nova Scotia tartományban fekvő Joggins-szirtek ősmaradvány lelőhelyeikről híresek. A karbon korból származó fosszíliái miatt a „szénkorszak Galápagosának” is nevezik. A lelőhely a körülbelül 7 négyzetkilométeres Fundy-öböl partvonala mellett 14,7 kilométer hosszú, sziklapartokból, alacsony partmeredélyekből és sziklaemelvényekből áll. A kutatások már a 19. század közepén megkezdődtek, azóta esőerdei fatörzsek, hüllők, a legkorábbi tojásrakó gerincesek maradványai kerültek elő 354-290 millió évvel ezelőttről. Összesen 96 nemzetség és 148 faj maradványai azonosították. Az itt talált élőlények három ökoszisztémába sorolhatók: torkolati öböl, árterületi esőerdő, és egy erdős, édesvizű tavakkal borított lápvidék. A maradványok lehetővé tették az akkori erdő elméleti rekonstrukcióját, ezek az erdők adják a Föld jelenlegi szénkészletének nagy részét. A kutatás korai eredményeit Charles Darwin is felhasználta tudományos tételei kidolgozásához. |                 |

| | Grand-Pré |
| 2012 |           |
| Kulturális (V)(VI) |           |
| Védett terület: 1 323,24 ha, puffer zóna: 5 865 ha, hivatkozás: 1404 |           |
| A Grand-Pré mezőségei és régi falvainak maradványai egy olyan kultúrtájat alkotnak ami a mezőgazdasági fejlődés több évszázadát jelképezi. A fejlesztéseket az akádiaiak kezdték el még a 17. században és módszereik a mai napig használatban vannak. Az 1300 hektáros kultúrtájon a 17. századtól összetett vízgazdálkodási rendszert alakítottak ki gátak és fából készült zsilipek rendszerével. A Grand-Pré egy ármentes, belvizes mélyföld, ahol a földterület felosztása és a gabonatermesztés módszerei három évszázad alatt keveset változtak. A gátak és a zsiliprendszer működtetése is közösségi feladat maradt ezen az Észak-Amerikában egyedülálló mezőgazdasági területen. A helyszínhez tartoznak az akádiai telepesek életéről sokat eláruló falvak régészeti lelőhelyei is. Feltárták a térség korai úthálózatának maradványait is, ami a területet a parti térséggel összekötötte. Az akádiaiakat 1755-ben deportálták, emlékükre Grand-Pré és Hortonville településeken a 20. században emlékműveket állítottak fel. |           |

| | Red Bay |
| 2013 |         |
| Kulturális (III)(IV) |         |
| Védett terület: 312,97 ha, puffer zóna: 285,2 ha, hivatkozás: 1412 |         |
| Red Bay egy baszk bálnavadászok által a 16. században alapított település volt a Labrador-félszigeten, Kanada északkeleti részében a Belle Isle-szoros partvidékén. Jelenleg régészeti helyszín ami a legkorábbi, legteljesebb és legjobb állapotban lévő példája az európai bálnavadászat helyszíneinek. Gran Baya, ahogy alapítói nevezték egy szezonálisan, csak nyáron használt bázisa volt a vadászoknak, akik leölték, feldarabolták a bálnákat és kiolvasztották a zsírjukat, amit Európában adtak el. Itt volt az Európába szállított bálnazsír egyik legjelentősebb forrása, a zsírt főleg világításra használták. A helyszínen zsírolvasztó kemencék maradványait, vadászok átmeneti lakóhelyeit, kádárműhelyeket, rakpartokat és egy temetőt tártak fel, az öböl vizében hajóroncsokat és bálnacsont halmokat találtak. A bázist körülbelül 70 éven keresztül használták, ezután a helyi bálnapopuláció megfogyatkozott. |         |

| | Mistaken Point |
| 2016 |                |
| Természeti ()()() |                |
| Védett terület: ha, puffer zóna: ha, hivatkozás: 1497 |                |
| Mistaken Point egy az ediakara földtörténeti időszakra (635 – 542 millió évvel ezelőtt) datálható világszinten jelentősnek számító fosszília lelőhely. A 146 hektáros világörökségi helyszín legfontosabb része egy part menti sziklafal ahol jó állapotban megmaradt lenyomatok találhatók. A több mint tízezer lenyomat valamikor 580 és 560 millió évvel ezelőtt keletkezett, a legkisebbek néhány centiméteresek, a legnagyobbak elérik a majdnem kétméteres nagyságot. Ezek a puhatestű állatok a tengerfenéken éltek, majd pusztulásuk után a talajba kerültek és megkövesedtek. A talajerózió miatt több mint száz ilyen talajréteg került a felszínre, némelyik több ezer lenyomatot tartalmazott. A lenyomatok túlnyomó többsége eredeti lelőhelyén látható, így környezete is tanulmányozható. Néhány százat még a terület védelem alá helyezése előtt kiemeltek, ezek nagy részét múzeumban őrzik. A számítások szerint a lelőhelyen több, erre a korra datálható maradványt őriznek mint a világ összes múzeumában összesen. |                |

| | Pimachiowin Aki |
| 2018 |                 |
| Vegyes (III)(VI)(IX) |                 |
| Védett terület: 2 904 000 ha, puffer zóna: 3 592 000 ha, hivatkozás: 1415 |                 |
| Pimachiovin Aki a kanadai őslakosok földjének egy része. Filozófiájuk szerint meg kell becsülni a Teremtő ajándékait, tisztelni kell a földet és annak élőlényeit, és harmonikus kapcsolatot kell kialakítani más népekkel. A folyókkal, tavakkal és mocsarakkal tagolt erdős térség 2 904 000 hektáron terül el. A helyiek jelenleg négy kisméretű állandó települést tartanak fenn, emellett nagyon mobilak. Kihasználják a vízi utakat és az egymáshoz állandóan változó módon kapcsolódó helyek hálózatát, hogy szárazföldi állatokra vadásszanak, halásszanak illetve növényeket gyűjtsenek hagyományos módszereikkel. A területen szétszórva 7 000 évnyi emberi jelenlét maradványait azonosították, köztük lakó- és élelmiszer feldolgozó helyeket, útvonalakat, csapdák kihelyezésére szolgáló pontokat, stb. Az erdőtüzek, az állatok vándorlása, a ragadozó és prédaállatok kapcsolata garantálja a terület változatos ökoszisztémájának fenntartását. |                 |

| | Áísínai’pi sziklarajzai |
| 2019 |                         |
| Kulturális (III) |                         |
| Védett terület: 1 106 ha, puffer zóna: 1 044 ha, hivatkozás: 1597 |                         |
| A helyszín Észak-Amerika félsivatagos részén a Great Plains északi részén Kanada és az Amerikai Egyesült Államok határán található. A kultúrtáj meghatározó eleme a Milk River Valley és az erózió által látványos formákká módosult sziklaoszlopok csoportjai. A Feketelábúak népe sziklarajzokat és festményeket hagyott hátra a völgy homokkő falain ami hitük szerint a természetfelettivel való kapcsolatra szolgált. Az itt feltárt legkorábbi régészeti leletek i. e. 1800 köré datálhatók. A kultúrtájat a Feketelábúak ma is szentként tisztelik, több évszázados tradícióik ma is felismerhetőek szertartásaikban és hagyományosan szent helyeik tiszteletében. |                         |

| | Anticosti |
| 2023 |           |
| Természeti (VIII) |           |
| Védett terület: 18 240 ha, puffer zóna: 89 740 ha, hivatkozás: 1686 |           |
| A Québec legnagyobb szigetén fekvő helyszín a legteljesebb és legjobban megőrződött fosszília-lelőhely az első tömeges kihalás idejéből, az Ordovícium földtörténeti kor végéről. Egy 10 millió éves időszakból (447 – 437 millió évvel ezelőtt) maradtak fenn tengeri eredetű kövületek, az élőlények egykor egy sekély trópusi tengerfenéken éltek. A fosszíliák nagy száma és rendkívül jó állapotuk világszínvonalú tudományos munkát tesztnek lehetővé a helyszínen, ahol a meszes héjak mellett esetenként az élőlények lágy részei is felismerhetőek. Az állatokat az erős viharok temették el a tengerfenékbe ahol egész tengeri életközösségek őrződtek meg. A héjakon elvégzett vizsgálatok alapján ősi klimatikus és oceanográfiai változások azonosíthatók, amik hozzájárultak a tömeges kihalási eseményhez. A tengerparti sziklákban eddig több millió fosszíliát fedeztek fel, ezek túlnyomó többsége a helyszínen található, de számos innen származó kövület került különböző múzeumokba is. |           |

| | Tr’ondëk-Klondike |
| 2023 |                   |
| Kulturális (IV) |                   |
| Védett terület: 334,54 ha, puffer zóna: 351,7 ha, hivatkozás: 1564 |                   |
| A Yukon folyó partjánál Északnyugat-Kanada szubarktikus részén található helyszín az őslakos indiánok korábbi területén fekszik. Régészeti és történelmi maradványai a 19. századi aranyláz miatt történő, korábban nem látott változásokat és az őslakosok ehhez való alkalmazkodását mutatják be. Ebbe beletartozott a földterületek korábbitól eltérő használata, az új településszerkezet, valamint a gazdaság változása, amit az arany és más értékes fémek után kutatót bevándorlása és kolonizációs tevékenysége okozott. A legradikálisabb változások 1874 és 1908 között történtek, ekkor az itt élő őslakosok korábbi ősi földjükön elvesztették tulajdonukat és marginalizált helyzetbe kerültek. A helyszín korábbi táborhelyekből, élelmet biztosító zónákból, épületekből, leletekből és a föld alatt található régészeti objektumokból áll. A helyszín megmaradt részei jó állapotban vannak, hitelességüket nyelvemlékek és más nem kézzel fogható tárgyi emlékek például hagyományok, törvények és szokások is garantálják. |                   |